# آرامگاه شریف
مقبره آیت الله شریعتمدار درخشی  مربوط به اوایل دوره پهلوی است و در شهرستان درمیان، روستای درخش واقع شده و این اثر در تاریخ ۲۴ فروردین ۱۳۸۲ با شمارهٔ ثبت ۸۲۸۳ به‌عنوان یکی از آثار ملی ایران به ثبت رسیده است.